# 浙江教育出版社
浙江教育出版社是位于杭州市的一家出版社，1983年10月12日于杭州市武林路196号在浙江人民出版社文教编辑室基础上成立，1991年迁至体育场路347号。设有教材、文科、理科、理论、对外、美术等编辑室，以及出版科、发行科、校对科、财务科与行政办公室、总编办公室，还有浙江教育书店和万方公司等机构。
2005年5月改制成立浙江教育出版社有限公司。2014年12月，浙中分社于金华成立。
2016年，变更组建为浙江教育出版社集团有限公司。现隶属于浙江出版联合集团。
2009年被评为国家一级出版社和“全国百佳图书出版单位”。
2010年，开始与罗马尼亚克鲁热大学孔子学院、克鲁热大学出版社合作出版汉语教学图书和中国传统文化题材图书。与法国、德国、美国和日本等国的出版社进行合作，引进版权。其出版的科学和数学教材在马来西亚等国家被采用。